# ام‌اس‌سی ناپولی
ام‌اس‌سی ناپولی (به انگلیسی: MSC Napoli) یک کشتی بود که طول آن ۲۷۵٫۶۶ متر (۹۰۴٫۴ فوت) بود. این کشتی در سال ۱۹۹۱ ساخته شد.